# Jajka po benedyktyńsku
Jajka po benedyktyńsku (ang. eggs Benedict) – potrawa kuchni amerykańskiej w postaci jajek w koszulce serwowanych na bułce z plastrem wędliny i polanych sosem holenderskim. Danie spożywane jest zwykle na śniadanie lub brunch i często figuruje w menu wykwintnych restauracji.
Potrawę przyrządza się z wykorzystaniem małych, spłaszczonych bułek zwanych English muffin, które przepoławia się i lekko podpieka. Układa się na nich następnie plaster obsmażonej szynki lub Canadian bacon (formowanej wędliny ze schabu) i ugotowane jajko, a całość polewa sosem.

## Historia
Potrawa wymyślona została najprawdopodobniej w latach 90. XIX wieku – od 1897 roku regularnie pojawia się w amerykańskich książkach i czasopismach kucharskich. Dokładne jej pochodzenie nie jest znane, choć najczęściej jej stworzenie przypisuje się nowojorskiej restauracji Delmonico’s lub hotelowi Waldorf. Nazwa eggs Benedict jest eponimem i prawdopodobnie pochodzi od nazwiska jednego z gości. Według jednej z teorii jegomość imieniem Lemuel Benedict miał zamówić w hotelu Waldorf tosta z masłem, bekon i dwa jajka w koszulkach z porcją sosu holenderskiego. Nietypowa kombinacja zainspirowała Oscara Tschirky’ego, szefa służby hotelowej, do umieszczenia jej w nieco zmienionej formie w hotelowym menu. Według innej teorii twórcą dania był Charles Ranhofer, szef kuchni w Delmonico’s. Najstarszy znany przepis na eggs à la Benedick pochodzi z książki kucharskiej jego autorstwa, The Epicurean wydanej w 1894 roku.
W latach 70. XX wieku w sprzedaży pojawiły się fast foodowe warianty potrawy – w 1970 roku w sieci Jack in the Box, a w 1971 w McDonald’s (pod nazwą Egg McMuffin).